# Lycodonomorphus subtaeniatus
Espèce
Statut de conservation UICN

 LC  : Préoccupation mineure
Lycodonomorphus subtaeniatus est une espèce de serpents de la famille des Lamprophiidae. 

## Répartition
Cette espèce se rencontre dans le nord de l'Angola et dans le Sud et l'Ouest de la République démocratique du Congo.
Sa présence est incertaine en République du Congo.

## Taxinomie
La sous-espèce Lycodonomorphus subtaeniatus upembae a été élevée au rang d'espèce par Broadley et Cotterill en 2004.

## Publication originale
- Laurent, 1954 : Reptiles et batraciens de la région de Dundo (Angola) (Deuxième note). Companhia de Diamantes de Angola (Diamang), Serviços Culturais, Publicações Culturais, vol. 23, p. 37-84.